# Tegella armiferoides
Tegella armiferoides is een mosdiertjessoort uit de familie van de Calloporidae. De wetenschappelijke naam van de soort is voor het eerst geldig gepubliceerd in 1955 door Kluge.